# Winter-Asienspiele 2017/Biathlon
Biathlon wurde bei den Winter-Asienspielen 2017 in Sapporo in Japan zum achten Mal bei Winter-Asienspielen ausgetragen. Bei den Männern und Frauen wurden jeweils drei Rennen (Sprint, Verfolgung, Massenstart) durchgeführt, dazu gab es eine Mixed-Staffel. Die Wettbewerbe wurden zwischen dem 23. und dem 26. Februar durchgeführt.

## Männer

### Sprint
| Rang | Biathlet           | Zeit    | Fehler |
| ---- | ------------------ | ------- | ------ |
| 1    | Jan Sawizki        | 26:59,2 | 1-0    |
| 2    | Wassili Podkorytow | +15,0   | 1-1    |
| 3    | Mikito Tachizaki   | +20,2   | 1-0    |
| 4    | Tsukasa Kobonoki   | +33,8   | 2-1    |
| 5    | Kim Yong-gyu       | +37,3   | 2-1    |
| 6    | Junji Nagai        | +48,8   | 2-0    |
| 7    | Kim Jong-min       | +53,1   | 1-0    |
| 8    | Maxim Braun        | +1:10,1 | 0-2    |

Datum: 23. Februar 2017

### Verfolgung
| Rang | Biathlet         | Zeit    | Fehler  |
| ---- | ---------------- | ------- | ------- |
| 1    | Mikito Tachizaki | 38:47,2 | 1-1-0-1 |
| 2    | Jan Sawizki      | +5,8    | 1-0-2-2 |
| 3    | Kim Yong-gyu     | +1:11,5 | 2-0-3-0 |
| 4    | Kim Jong-min     | +1:26,1 | 2-1-0-1 |
| 5    | Junji Nagai      | +1:27,0 | 0-2-3-0 |
| 6    | Lee In-bok       | +2:15,7 | 1-0-1-0 |
| 7    | Tsukasa Kobonoki | +2:26,5 | 1-2-3-3 |
| 8    | Wang Wenqiang    | +2:27,3 | 0-2-0-2 |

Datum: 24. Februar 2017

### Massenstart
| Rang | Biathlet           | Zeit    | Fehler  |
| ---- | ------------------ | ------- | ------- |
| 1    | Jan Sawizki        | 44:12,2 | 0-1-1-1 |
| 2    | Wang Wenqiang      | +41,9   | 0-0-1-0 |
| 3    | Kosuke Ozaki       | +59,3   | 0-2-2-1 |
| 4    | Lee In-bok         | +1:14,3 | 2-0-1-1 |
| 5    | Mikito Tachizaki   | +1:23,0 | 1-3-1-1 |
| 6    | Wassili Podkorytow | +1:26,3 | 1-0-1-1 |
| 7    | Tsukasa Kobonoki   | +1:36,1 | 2-2-1-2 |
| 8    | Anton Pantow       | +1:39,4 | 2-1-0-2 |

Datum: 26. Februar 2017

## Frauen

### Sprint
| Rang | Biathlet             | Zeit    | Fehler |
| ---- | -------------------- | ------- | ------ |
| 1    | Galina Wischnewskaja | 20:32,6 | 0-1    |
| 2    | Zhang Yan            | +24,2   | 0-0    |
| 3    | Alina Raikowa        | +50,6   | 0-1    |
| 4    | Darja Ussanowa       | +54,7   | 1-2    |
| 5    | Anna Kistanowa       | +1:32,2 | 1-2    |
| 6    | Mun Ji-hee           | +1:34,5 | 0-1    |
| 7    | Meng Fanqi           | +1:38,2 | 0-1    |
| 8    | Tang Jialin          | +1:39,7 | 0-1    |

Datum: 23. Februar 2017

### Verfolgung
| Rang | Biathlet             | Zeit    | Fehler  |
| ---- | -------------------- | ------- | ------- |
| 1    | Galina Wischnewskaja | 35:03,1 | 0-2-0-0 |
| 2    | Zhang Yan            | +1:17,5 | 0-1-0-2 |
| 3    | Darja Ussanowa       | +1:39,3 | 2-2-2-0 |
| 4    | Tang Jialin          | +2:20,7 | 0-0-1-1 |
| 5    | Alina Raikowa        | +2:51,0 | 0-1-2-1 |
| 6    | Yurie Tanaka         | +3:28,3 | 0-0-1-0 |
| 7    | Meng Fanqi           | +3:32,6 | 2-0-1-1 |
| 8    | Anna Kistanowa       | +4:07,3 | 2-2-1-2 |

Datum: 24. Februar 2017

### Massenstart
| Rang | Biathlet             | Zeit    | Fehler  |
| ---- | -------------------- | ------- | ------- |
| 1    | Galina Wischnewskaja | 39:26,6 | 0-1-0-0 |
| 2    | Alina Raikowa        | +44,4   | 0-0-1-0 |
| 3    | Darja Ussanowa       | +1:33,1 | 0-1-1-3 |
| 4    | Fuyuko Tachizaki     | +1:58,8 | 0-0-3-1 |
| 5    | Zhang Yan            | +2:04,9 | 1-1-1-0 |
| 6    | Tang Jialin          | +2:54,7 | 1-1-2-1 |
| 7    | Meng Fanqi           | +3:21,7 | 1-1-2-0 |
| 8    | Yurie Tanaka         | +3:38,9 | 2-0-2-0 |

Datum: 26. Februar 2017

## Mixed-Staffel
| Rang | Team                  | Biathleten                                                      | Zeit      | Fehler          |
| ---- | --------------------- | --------------------------------------------------------------- | --------- | --------------- |
| 1    | Kasachstan-1          | Galina Wischnewskaja Darja Ussanowa Maxim Braun Jan Sawizki     | 1:15:40,3 | 0+2 0+3 0+2 1+5 |
| 2    | Kasachstan-2          | Alina Raikowa Anna Kistanowa Wassili Podkorytow Anton Pantow    | +14,2     | 0+1 0+5 0+1 0+2 |
| 3    | Japan-1               | Fuyuko Tachizaki Yurie Tanaka Mikito Tachizaki Tsukasa Kobonoki | +2:44,8   | 0+1 0+5 0+3 1+4 |
| 4    | Volksrepublik China-1 | Tang Jialin Zhang Yan Tang Jinle Wang Wenqiang                  | +4:39.6   | 0+1 0+3 2+6 0+4 |
| 5    | Südkorea-1            | Mun Ji-hee Park Ji-ae Kim Yong-gyu Kim Jong-min                 | +7:16,1   | 0+0 2+3 0+4 2+4 |
| 6    | Japan-2               | Asuka Hachisuka Kirari Tanaka Takuto Terabayashi Yuki Nakajima  | +7:41,8   | 0+2 2+5 0+4     |
| 7    | Südkorea.2            | Jung Ju-mi Ko Eun-jung Lee In-bok Heo Seonhoe                   | +8:34,4   | 0+1 0+4 0+0 1+6 |
| Lap  | Australien            | Darcie Morton Jillian Colebourn Damon Morton Jeremy Flanagan    |           | 1+4 0+2 0+1     |

Datum: 25. Februar 2017